# Langisite
La langisite est un minéral de la classe des sulfures, qui appartient au groupe de la  nickéline. Il a été nommé d'après la mine Langis, où il a été découvert.

## Caractéristiques
La langisite est un arséniure de cobalt de formule chimique CoAs qui cristallise dans le système hexagonal et se trouve sous forme de grains irréguliers et d'écailles dans la safflorite. Sa dureté sur l'échelle de Mohs va de 6 à 6,5.

## Classification
Selon la classification de Nickel-Strunz, la langisite appartient à "02.C - Sulfures métalliques, M:S = 1:1 (et similaires), avec Ni, Fe, Co, PGE, etc." avec les minéraux suivants : achavalite, breithauptite, fréboldite, kotulskite, nickéline, sederholmite, sobolevskite, stumpflite, sudburyite, jaipurite, zlatogorite, pyrrhotite, smithite, troïlite, chérépanovite, modderite, ruthénarsénite, westerveldite, millérite, mäkinenite, mackinawite, hexatestibiopanickélite, vavřínite, braggite, coopérite et vysotskite.

## Gisements
La langisite a été découverte dans la mine Langis, à Casey Township, (District de Timiskaming, Ontario, Canada). Elle a également été décrite en Grèce, au Royaume-Uni et en Tchéquie.